# Nicholas Fakorede
Adekalu Nicholas Fakorede (* 28. Juni 2003) ist ein nigerianischer Leichtathlet, der sich auf den Sprint spezialisiert hat.

## Sportliche Laufbahn
Erste Erfahrungen bei internationalen Meisterschaften sammelte Adekalu Fakorede im Jahr 2021, als er bei den U20-Weltmeisterschaften in Nairobi mit 20,87 s im Halbfinale im 200-Meter-Lauf ausschied und mit der nigerianischen 4-mal-100-Meter-Staffel im Finale nicht ins Ziel kam. Im Jahr darauf kam er bei den Afrikameisterschaften in Port Louis mit 21,00 s in der Vorrunde aus und verhalf der Männerstaffel zum Finaleinzug. Anschließend schied er bei den U20-Weltmeisterschaften in Cali mit 20,93 s erneut im Semifinale über 200 Meter aus und belegte mit der Staffel in 39,78 s den fünften Platz.
2021 wurde Fakorede nigerianischer Meister in der 4-mal-100-Meter-Staffel.

## Persönliche Bestzeiten
- 100 Meter: 10,26 s (0,0 m/s), 17. Juni 2021 in Lagos
- 200 Meter: 20,87 s (+1,3 m/s), 20. August 2021 in Nairobi